# Alicia Stolle
Alicia Stolle (Ahlen, 1996. június 17. –) német válogatott kézilabdázó, jobbátlövő, a német Borussia Dortmund játékosa.

## Pályafutása

### Klubcsapatokban
Alicia Stolle szülővárosának csapatában, az Ahlener SG-ben kezdte pályafutását. A korosztályos csapattal nyugatnémet bajnokságot nyert. 2011-ben csatlakozott a Borussia Dortmundhoz. Három szezont követően 2014-ben a Blomberg-Lippe játékosa lett. 2015-ben ifjúsági bajnokságot nyert a csapattal. A 2014-2015-ös szezonban bemutatkozhatott a nemzetközi kupaporondon is. 2018 nyarán a Thüringer HC játékosa lett. 2020 nyarától a Ferencváros játékosa. A 2020-2021-es szezonban bajnoki címet, az azt követő két idényben pedig Magyar Kupa-győzelmet szerzett a csapattal. 2023 nyarától újra a Dortmund játékosa.

### A válogatottban
Stolle 2015-ben részt vett az U17-es világbajnokságon, de csak az első mérkőzésen lépett pályára. A 2016-os U20-as világbajnokságon negyedik helyen végzett csapatával. 2016. október 7-én mutatkozott be a német válogatottban és szerepelt az év végi Európa-bajnokságon. A 2018-as Európa-bajnokságon bekerült a torna All-Star csapatába.

## Sikerei, díjai
Ferencvárosi TC
- Bajnokok Ligája döntős: 2023
- Magyar bajnok: 2020–2021
- Magyar Kupa-győztes: 2022, 2023[11]

Egyéni elismerései
- Az Európa-bajnokság All-Star csapatának tagja: 2018[12]